# Cronenburgherbrug
De Cronenburgherbrug is een monumentaal brugcomplex in het Nederlandse dorp Loenen aan de Vecht. De brug overspant de (Utrechtse) Vecht.
De dubbele stalen basculebrug heeft aan weerszijden een gemetselde vaste doorvaartopening. De brug is in 1933 gebouwd tezamen met op de oostelijke oever een brug- en veldwachterswoning met brandspuitberging. Al deze delen van het complex zijn een rijksmonument. Architect F. van Laren maakte het ontwerp voor het brugcomplex voor opdrachtgever Provinciale Waterstaat. Deze instantie stond toen onder leiding van de hoofdingenieur en tevens NSB-voorman Anton Mussert. Daaraan hield de Cronenburgherbrug als bijnaam de Mussertbrug over.
Ten zuidwesten van de Cronenburgherbrug bevindt zich de uit omstreeks 1925 daterende buitenplaats Cronenburgh, vernoemd naar het voormalige kasteel Cronenburg.

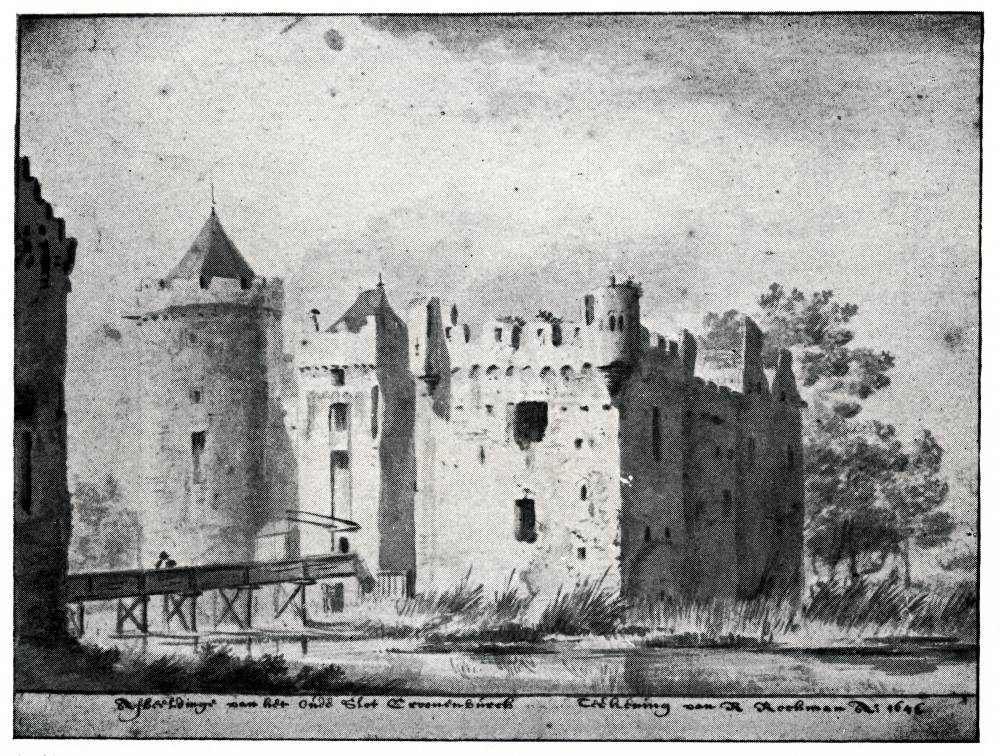
Het voormalige kasteel Cronenburgh dat ten noordwesten van de brug stond
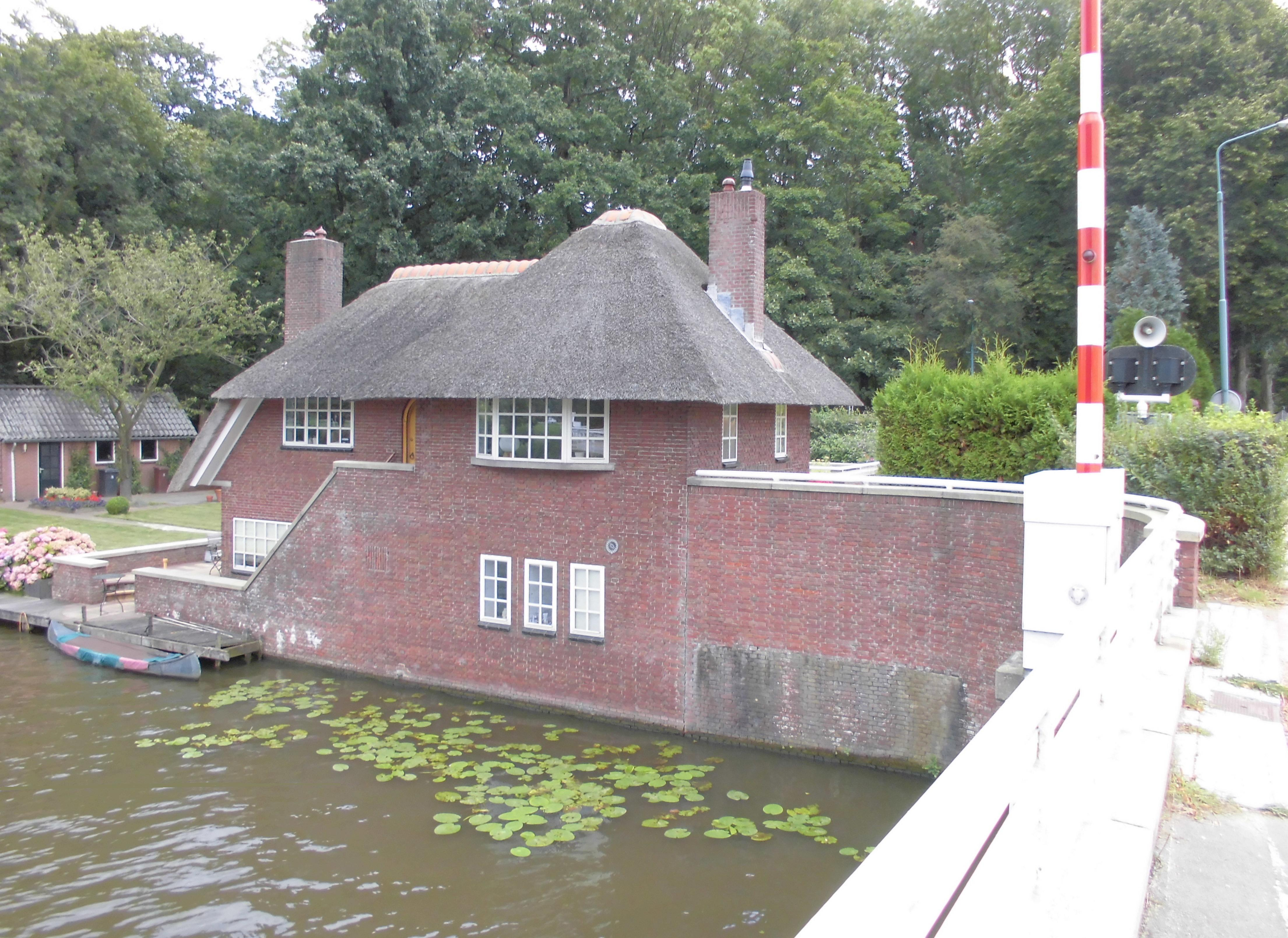
Brugwachterswoning
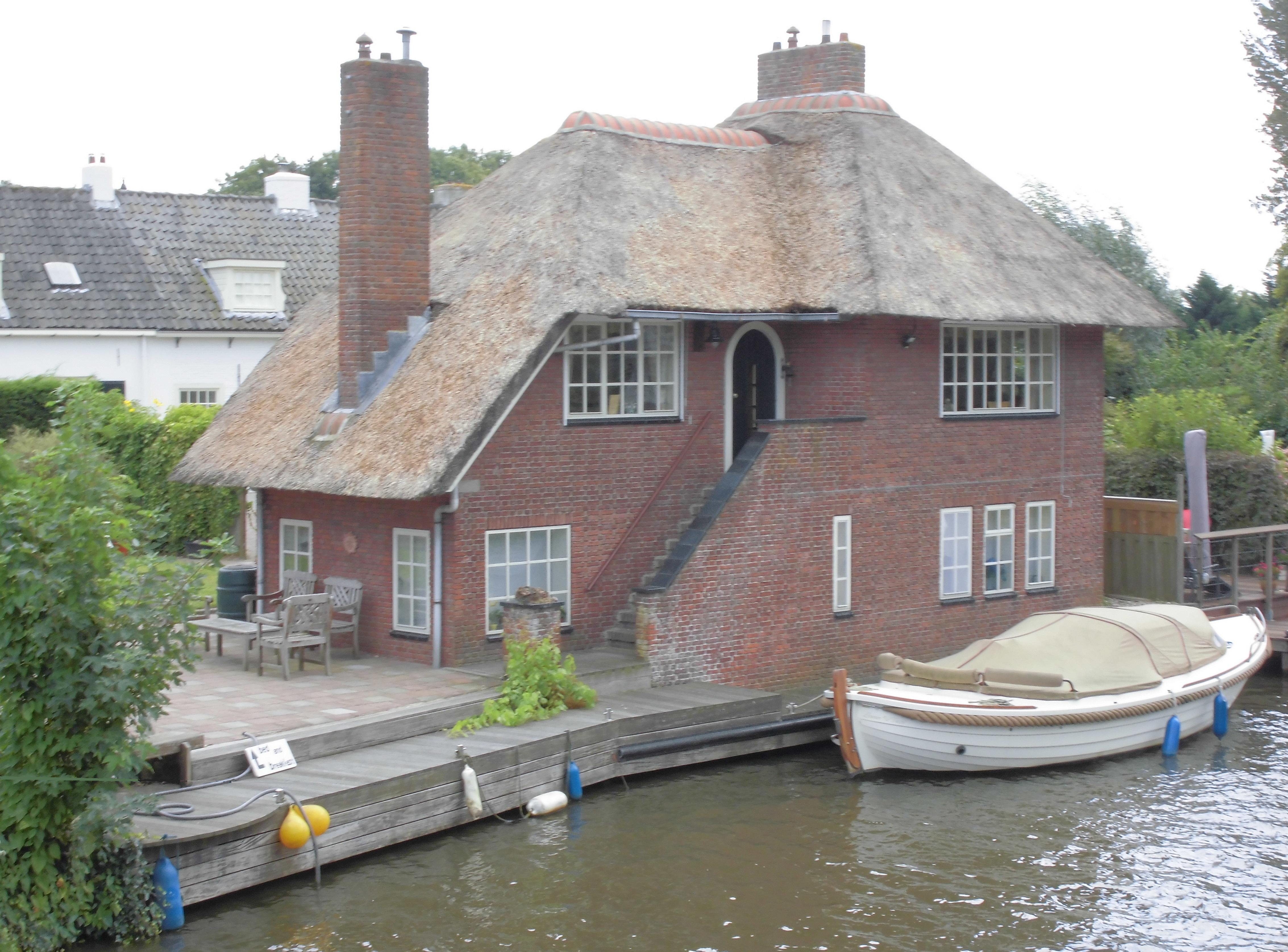
Veldwachterswoning